# Меремойс
Ме́ремойс (нем. Merremois), также мы́за Ме́ремыйза (эст. Meremõisa mõis) — бывшая побочная мыза рыцарской мызы Фалль, находившаяся на севере Эстонии в волости Харку уезда Харьюмаа. Согласно историческому административному делению, относилась к приходу Кейла.

## История мызы
Мыза была основана в 1580 году. Первым владельцем мызы был Ганс Вартманн (Hans Wartmann).
В 18-м столетии мызой владели Пилар фон Пильхау, а также дворянские семейства Клюген и Коскуль.
В 1837 году мызу купил владелец находящейся поблизости мызы Фалль Александр Бенкендорф, который построил там неоготический дворец.

## Мызный комплекс
При покупке двухэтажное главное здание мызы Меремыйза было недостроено, и новый владелец оставил его в таком виде, сделав из него живописные руины на окраине парка Кейла-Йоа. Юридически Меремойс стала побочной мызой мызы Фалль, хотя строительство вспомогательных хозяйственных строений так и не было завершено.
Центр мызы Меремойс находится в 500 метрах западнее замка Фалль на другом (левом) берегу реки Кейла.

## Современное состояние
Некоторые руины мызы сохранились до наших дней, хотя в гораздо меньшем объёме, чем в 19-м или начале 20-го столетия.